# Peter Stormare
Peter Stormareⓘ, właściwie Rolf Peter Ingvar Storm (ur. 27 sierpnia 1953 w Kumla) – szwedzki aktor charakterystyczny, który wystąpił w licznych produkcjach hollywoodzkich.

## Życiorys

### Wczesne życie
Urodził się w Kumla w Szwecji. Wkrótce potem jego rodzina przeniosła się do Arbrå. Rolf Peter Ingvar Storm przybrał pseudonim „Peter Stormare”, gdy zorientował się, że jeden ze studentów szkoły filmowej nazywa się podobnie. Pierwotnie stosował też pseudonim Retep Mrots (jego własne nazwisko czytane od tyłu).

### Kariera
Stormare rozpoczął karierę w Szwedzkiej Królewskiej Akademii Teatralnej, do której należał 11 lat. W 1990 otrzymał stanowisko dyrektora artystycznego w teatrze Tokyo Globe, gdzie występował w rolach szekspirowskich, m.in. jako Hamlet. 3 lata później wyjechał do Nowego Jorku i zajął się głównie produkcjami anglojęzycznymi. W Szwecji pracował z Ingmarem Bergmanem, który odkrył jego talent. Grał także rolę Carla Hamiltona, fikcyjnego szwedzkiego szpiega, podobnego do Jamesa Bonda.
Zebrał pochwały za rolę małomównego, bezwzględnego bandyty w Fargo, ze Steve’em Buscemim (1996), oraz później za rolę „doktora od oczu” w Raporcie mniejszości (ang. Minority report). W 1998 pojawił się w filmie Big Lebowski, jako Uli Kunkel, oraz w Armageddon, jako rosyjski kosmonauta, natomiast w 2003 wystąpił w wielkim hicie Bad Boys II. W Constantine z 2005, Stormare grał Lucyfera. Jego pierwszą główną postacią była rola Johna Abruzziego w serialu Skazany na śmierć.
Podłożył głos do gier wideo: Quake 4, Mercenaries: Playground of Destruction oraz Icewind Dale 2. Pojawia się także w przerywnikach filmowych w grze Command & Conquer: Red Alert 3. Odgrywa tam postać doktora Grzegorza Zielińskiego.
W lutym 2006 zagrał niemieckiego inżyniera w serii reklam telewizyjnych VDub koncernu Volkswagen, będącej parodią programu Pimp My Ride, nadawanego na MTV.
W maju 2010 roku wystąpił w teledysku do piosenki „Uprising” szwedzkiej grupy heavymetalowej Sabaton, gdzie zagrał niemieckiego oficera.

### Życie prywatne
Stormare mieszka zarówno w Stanach Zjednoczonych, jak i w Szwecji. Z byłą żoną, aktorką Karen Sillas, ma córkę o imieniu Kelly. Obecnie żonaty z Toshimi Stormare.
Stormare jest także muzykiem. Po tym jak Bono z U2 usłyszał twórczość Stormarego, zachęcił go do wydania albumu, który ukazał się w 2002 (Dallerpölsa och småfåglar).
Stormare jest ojcem chrzestnym szwedzkiego aktora Gustafa Skarsgårda i gra w zespole Blonde From Fargo.

## Filmografia
- Skaza (Damage, 1992)
- Fargo (1996)
- Zaginiony świat: Jurassic Park (The Lost World: Jurassic Park, 1997)
- Komandor Hamilton (Hamilton, 1998)
- Big Lebowski (1998)
- Kod Merkury (1998)
- Armageddon (1998)
- Przedsionek piekła (Purgatory, 1999)
- Million Dollar Hotel (The Million Dollar Hotel, 1999)
- Osiem milimetrów (8mm, 1999)
- Tańcząc w ciemnościach (Dancer in the Dark, 2000)
- Czekolada (Chocolat, 2000)
- Bad Company: Czeski łącznik (Bad Company, 2002)
- Szyfry wojny (Windtalkers, 2002)
- Raport mniejszości (Minority Report, 2002)
- Bad Boys II (2003)
- Hitler: Narodziny zła (Hitler: The Rise of Evil, 2003)
- Constantine (2005)
- Quake 4 (gra komputerowa) (2005)
- Nieustraszeni bracia Grimm (The Brothers Grimm, 2005)
- 2001 Maniacs (2005)
- Skazany na śmierć (serial TV) (2005-2006) jako John Abruzzi
- Batman kontra Drakula (The Batman vs. Dracula, tylko DVD, 2005)
- Nacho Libre (2006)
- Anamorph (2007)
- Switch (2007)
- Transformers Animated (2008)
- Insanitarium (2008)
- Red Alert 3 (gra komputerowa) (2008)
- Horsemen – jeźdźcy Apokalipsy (Horsemen, 2009)
- The Killing Room (2009)
- Zabójcze piosenki małego miasta (2010)
- Jagarna 2 (2011)
- Small Apartments (2012)
- Likwidator (2013)
- Czarna lista (The Blacklist, 2014) (serial TV)
- John Wick 2 (2017)
- Amerykańscy bogowie (2017)

## Dyskografia
- Dallerpölsa och småfåglar (2002)
- Swänska hwisor vol 1 (2004)
- Lebowski-Fest 2005 (2005)